# آلفرد نئولند
آلفرد نئولند (انگلیسی: Alfred Neuland؛ ۱۰ اکتبر ۱۸۹۵ – ۱۶ نوامبر ۱۹۶۶) یک وزنه‌بردار اهل استونی بوده است.
وی توانسته است مدال طلا وزن ۷۵- کیلوگرم وزنه‌برداری بازی‌های المپیک تابستانی ۱۹۲۰، مدال نقره وزنه‌برداری بازی‌های المپیک تابستانی ۱۹۲۴ و مدال طلا مسابقات جهانی وزنه‌برداری ۱۹۲۲ را کسب کند.